# Nexhip Draga
Nexhip Draga bég vagy albánosan Nexhip Bej Draga (nevének ejtése nɛd͡ʒip dɾaɡa; Mitrovicsa, 1867 – Bécs, 1921. július 21.) a macedóniai albánság egyik politikai vezetője az albán függetlenségi harcok időszakában, az 1900-as–1910-es években.

## Életútja
Koszovói muzulmán család sarja volt. Apai nagyapja, Ali Ferhat Draga bég volt a jenipazari új mecset építtetője; apja, Ali Draga pasa az 1877–1878-as orosz–török háborúban tüntette ki magát, amiért a szultántól elnyerte a pasa címet és egy 5 ezer hektáros földbirtokadományt Koszovóban, az Istog melletti Mojstirnál (ma Istočni Mojstir, Szerbia). Nexhip öccse, Ferhat Draga (1880–1944) szintén politikai pályára lépett, a koszovói albánság egyik vezéralakja volt.
Köprülüben (ma Velesz, Macedónia) végzett alapiskoláit követően Konstantinápolyban folytatott közigazgatási tanulmányokat (rövid ideig feltehetően Párizsban is képezte magát). Szülőföldjére visszatérve vásárolt egy gőzüzemű fűrészmalmot, és vállalkozásba fogott, emellett 1896 és 1902 között Kratova, Jenipazar és Köprülü kajmakámja volt. A Hasan Prishtinához fűződő ismeretsége révén egyre inkább bevonódott az albánok függetlenségi törekvéseibe, s Bajram Currival együtt az illegális ifjútörök Egység és Haladás Bizottság macedóniai szervezetének tagja lett. Az albánság manasztiri kongresszusának résztvevőjeként támogatta a latin betűs albán ábécé bevezetését. Az ifjútörök forradalom győzelme után, 1908-tól a konstantinápolyi parlament tagja, Üszküp követe lett. Az alsóház több más albán tagjával (Prishtina, Ismail Qemali, Shahin Kolonja és mások) együtt egyre kevésbé tudtak azonosulni az ifjútörökök politikai módszereivel és céljaival, így Hasan Prishtina mellett az 1912-es albán felkelés egyik politikai vezetője lett. Az 1912. május 20-ai juniki gyűlésen megjelent albánok az ifjútörök kormányzat elűzését tűzték ki célul, s fegyveres felkelésüket végül siker koronázta: az ifjútörök kormány megbukott, s az új oszmán kabinet ígéretet tett a birodalmon belüli albán vilajet megalakítására.

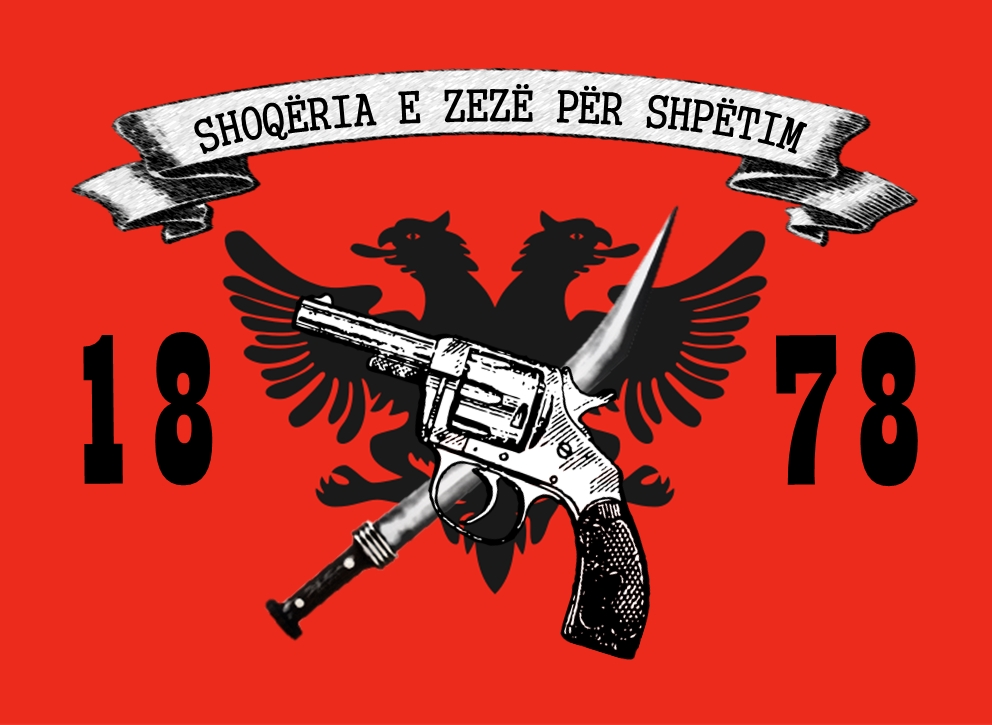
A Honmentők Fekete Társaságának jelvénye

1912 októberében azonban kitört az első Balkán-háború, amelynek első heteiben Montenegró, Szerbia és Görögország lerohanta az albán lakta területek nagy részét. Október 14-én hazafias koszovói albán vezetők egy csoportja – Hasan Prishtina, Nexhip Draga, Bajram Curri, Midhat Frashëri és mások – Üszküpben találkozott a Honmentők Fekete Társasága (albán Shoqëria e Zezë për Shpëtim) nevű titkos egyesület gyűlésén, amelyen hitet tettek amellett, hogy fegyverrel őrzik meg népük függetlenségét és Albánia területének egységét. Az üszküpi gyűlés után azonban a katonai helyzet drámaian fokozódott. Az elkövetkező napokban a szerb sereg már Koszovó földjén járt, az albán vezetőket, köztük Dragát letartóztatták és Belgrádban fogolyként őrizték.
Draga belgrádi fogságából kiszabadulva visszatért szülőföldjére. Egészségi állapota megszenvedte a megpróbáltatásokat, 1918-ban egy bécsi szanatóriumban kezelték. A Szerb–Horvát–Szlovén Királyság  megalakulását követően, 1919 augusztusában Kenan Zijával együtt Bitolában megalakították az Iszlám Társaság az Igazság Védelméért elnevezésű pártot (İslam Muhafaza-i Hukuk Cemiyeti, rövid albán és szerb nevén Xhemijet, illetve Džemijet), amelynek 1919. december 18-án vezetőjévé is megválasztották. 1920-ban pártjának öt másik tagjával együtt bekerült a belgrádi parlamentbe. Egészsége azonban csakhamar ismét leromlott; miután torokrákot diagnosztizáltak nála, Bécsben kezelték, ahol egy operáció következményeként életét vesztette. Pártja vezetését öccse, Ferhat Draga vette át.